# Pedro Carlos Maranguello
Pedro Carlos Maranguello (Villa Mercedes, 7 de febrero de 1949) es un político argentino del Partido Justicialista, que se desempeñó como senador nacional por la provincia de San Luis entre 1995 y 1998.

## Biografía
Nació en 1949 en Villa Mercedes (San Luis). Egresó como perito mercantil y luego como maestro normal nacional. Fue funcionario de Obras Sanitarias de la Nación y también desempeñó actividades comerciales, llegando a ser gerente de una editorial.
En política, adhirió al Partido Justicialista (PJ). Fue consejero del partido en el Departamento General Pedernera y a nivel provincial. Además fue secretario general del comité del PJ de San Luis y congresal nacional.
En el gobierno de la provincia de San Luis, se desempeñó como director de Asuntos Municipales, presidente del Instituto Provincial de la Vivienda, secretario de Vivienda y ministro de Bienestar Social, designado por el gobernador Adolfo Rodríguez Saá.
En marzo de 1995 asumió como senador nacional por la provincia de San Luis, para completar el mandato de Alberto Rodríguez Saá (iniciado en 1989), hasta diciembre de 1998. Se desempeñó como presidente de la comisión de Vivienda y vicepresidente de la comisión de Industria e integró como vocal las comisiones de Relaciones Internacionales Parlamentarias; de Ciencia y Tecnología; y de Libertad de Expresión.
Tras finalizar su mandato, fue designado secretario de Acción Social del Senado de la Nación por el vicepresidente Carlos Ruckauf, renunciando en diciembre de 1999.